# Сентервилл (Миссури)
Сентервилл — город в округе Ренолдс, штат Миссури, США, расположенный на западной развилке Блэк-Ривер. Население при переписи 2010 года составляло 191 человек. Это административный центр округа Ренолдс. 

## История
Почтовое отделение под названием Сентревилл было основано в 1846 году, а в 1892 году название было изменено на Сентервилл.  Название города произошло от его расположения в центре округа. 

## География
По данным Бюро переписи населения США, город имеет общую площадь 0,78 кв. км. 

### Свинцовый рудник Вест-Форк
Вест-Форк — свинцово-цинково-серебряно-медный рудник, расположенный недалеко от Сентервилля. Первоначально разработанный ASARCO, он достиг полной добычи 3400 тонн руды в день в августе 1988 года. В настоящее время он принадлежит и управляется компанией Doe Run, которая приобрела в 1998 году подразделение ASARCO в штате Миссури . На руднике производится около 46 000 т свинца, 6800 т цинка и 3,9 т серебра в год. 

## Демография

### Перепись 2010 года
По данным переписи населения  2010 года в городе проживал 191 человек (182 белых, 4 афроамериканца, 1 коренной американец и 4 представителя других рас), всего 78 домашних хозяйств и 50 семей. Плотность населения составляла 246 чел./кв.км. В городе было 99 домов при средней плотности 127 домов/кв.км. 
Из 78 домохозяйств 18 (23,1%) имели детей в возрасте до 18 лет, проживающих с ними, 34 (43,6%) были супружескими парами, живущими вместе, в 10 семьях (12,8%) женщины проживали без мужей, в 6 семьях (7,7%) мужчины проживали без жены, и 28 (35,9%) не имели семьи. 24 домохозяйства (30,8%) состояли из одного человека, 14 (18%) имели живущего отдельно одинокого человека 65 лет и старше. Средний размер домохозяйства 2,31 человека, а средний размер семьи — 2,84 человека.
Медианный возраст жителей города составлял 44,5 года. 20,4% жителей были моложе 18 лет; 6,9% — в возрасте от 18 до 24 лет; 23% — от 25 до 44 лет; 26,7% — от 45 до 64 лет; и 23% — 65 лет и старше. Гендерный состав города был 52,9% мужчин и 47,1% женщин.

### Перепись 2000 года
По данным переписи населения  2000 года, в городе проживал 171 человек (161 белый, 6 коренных американцев, 4 представителя других рас), было 70 домашних хозяйств и 46 семей. Плотность населения 206 чел./кв.км. Насчитывалось 102 единицы жилья при средней плотности 123 дома/кв.км. 
Из 70 домохозяйств, 20,0% имели детей в возрасте до 18 лет, проживающих с ними, 54,3% были супружескими парами, в 10,0% домохозяйств женщины проживали без мужей, а в 32,9% не имели семьи. 31,4% всех домохозяйств состоят из отдельных лиц и 7,1% имеют отдельно проживающих людей 65 лет и старше. Средний размер домохозяйства 2,30, а средний размер семьи 2,85 человек.
Возрастной состав населения: 17,5% — до 18 лет, 15,2% — от 18 до 24 лет, 18,1% — от 25 до 44 лет, 31,6% — от 45 до 64 лет и 17,5% — 65 лет или старшая. Медианный возраст составлял 44 года. На каждые 100 женщин приходилось 111,1 мужчин. На каждые 100 женщин возрастом 18 лет и старше насчитывалось 107,4 мужчин.
Медианный доход домохозяйства в городе составлял $ 23 864, а медианный доход семьи — $ 29 750. Средний доход мужчин составлял $ 30 250 по сравнению с $ 30 000 у женщин. Доход на душу населения в городе составлял $ 13 207. Около 9,8% семей и 21,1% населения были ниже черты бедности, в том числе 56,0% моложе восемнадцати лет и 0% из возрастной категории 65 лет и старше.

## Образование
Школьный округ Сентервилля RI управляет Начальной школой Сентервилля. 
В Сентервилле есть публичная библиотека, филиал Библиотечного района округа Ренолдс. 